# Ikona (GUI)

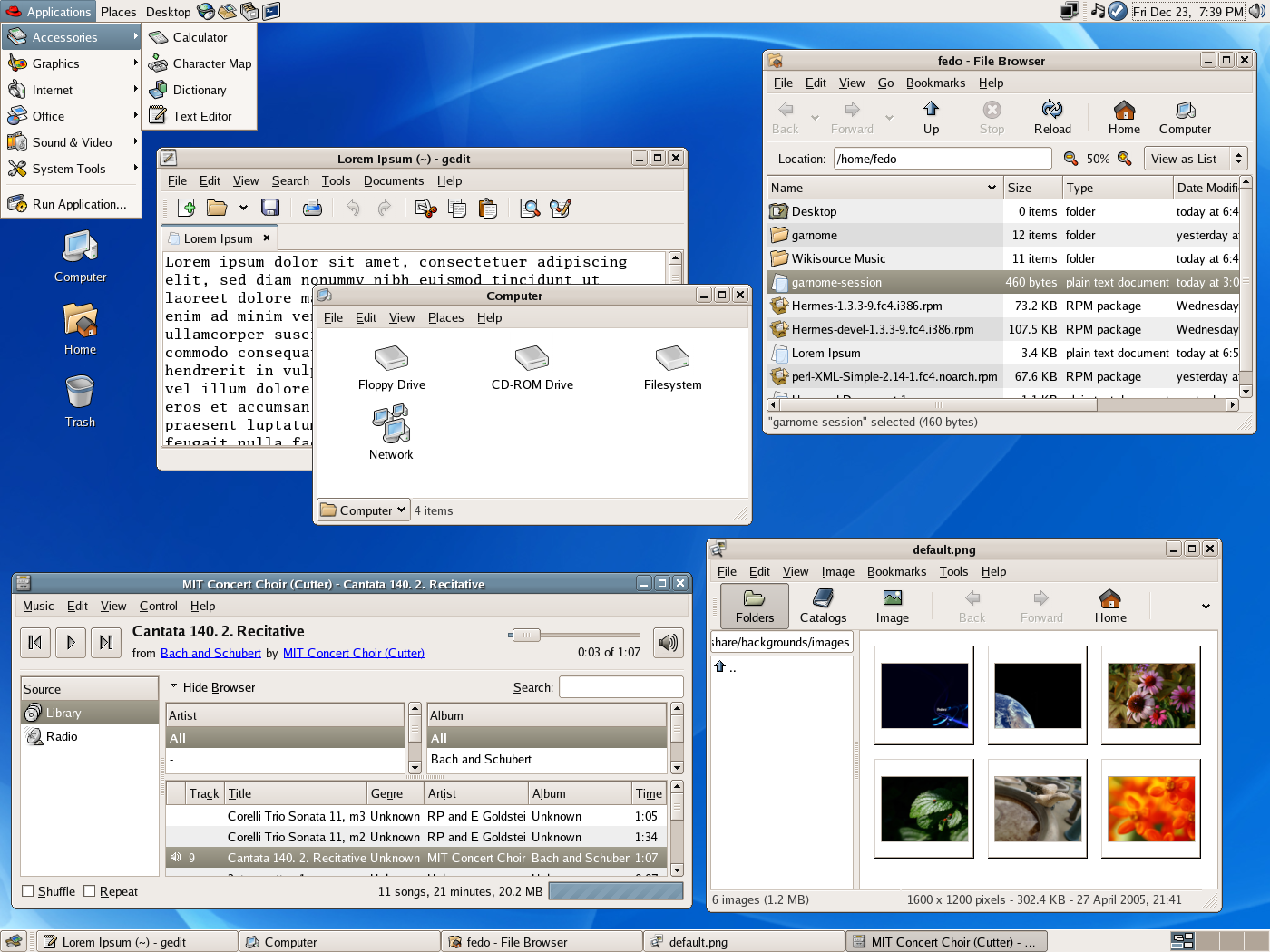
Příklady použití počítačových ikon

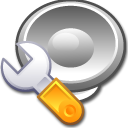
Ukázka ikony navržené k zpřístupnění nastavení zvukových zařízení, např. hlasitosti reproduktorů.

Počítačová ikona je v informatice označení pro malý grafický symbol (obrázek), který reprezentuje určitou funkci, aplikaci nebo typ souboru. Obvykle má čtvercovou nebo kulatou podobu. V systémech Microsoft Windows se jedná o bitmapu, v jiných systémech může být ikona i vektorový obrázek, který je možné snadno škálovat (zmenšovat nebo zvětšovat). Aktivaci ikony (kliknutím myší nebo dotykem) je spuštěn určitý program nebo funkce.

## Ikona v Microsoft Windows
V operačním systému Microsoft Windows je ikona zobrazována:
- v levém horním rohu okna aplikace
- na dolní liště
- v programu Windows Explorer („Průzkumník“) a v dalších podobných programech pro správu souborů (např. Total Commander). V tomto případě se soubor spustí dvojitým kliknutím.

Ikona používá v systému Microsoft Windows formát ICO při 256 barvách. Při zapnutí modu Miniatury v Průzkumníkovi se u souborů obrázků zobrazuje místo ikony náhled.